# Marcelo David
Marcelo Augusto David známý jako Coldzera (* 31. října 1994 São Paulo) je brazilský profesionální hráč počítačové herní série Counter-Strike: Global Offensive, ve které patří mezi nejlepší.
V současné době působí pod organizací Complexity Gaming. V minulosti hrál za týmy FaZe Clan, MIBR (Made in Brazil) SK Gaming, Luminosity Gaming. Dvakrát získal ocenění #1 HLTV za nejlepšího hráče uplynulého roku (2016, 2017).